# Подконюший литовский
Подконюший литовский (лат. vice-prefectus stabuli) — должностное лицо в Великом княжестве Литовском, надзирающее за великокняжескими табунами и конюшнями; руководил конюхами. Должность известна с начала XVII века. Первоначально назначался конюшим, после — великим князем.
Подконюшими литовскими были:
- Станислав Бобровницкий (1631)
- Лев Адаховский (1632)
- Феликс Морштын (1632—1683)
- Авраам Голуховский (?—1693)
- Ян Теодор Кошовский (?—1699—1713; 30 мая 1699 номинирован Ян Святополк-Четвертинский, но эта номинация была отменена)
- Теофил Альберт Финкенштейн (18 марта 1713; должность не принял)
- Ян Казимир Беганский (12 марта 1713—1717)
- Кароль Выжицкий (1717—29 ноября 1731)
- Кароль Седльницкий (5 декабря 1731—19 июля 1736)
- Михал Слизень (24 июля 1736—11 ноября 1760)
- Александр Вежевич (1760—1771)
- Игнацый Ставинский (1771—1787)
- Антоний Кобылиский (1787—1790)
- Павел Булгарин (1790—)